# Dead Sexy - Bella da morire
Dead Sexy - Bella da morire (Drop Dead Sexy) è un film commedia del 2005 diretto da Michael Philip, con Jason Lee e Crispin Glover.

## Trama
Il truffatore Frank invita il suo amico becchino Eddie a procurarsi qualche soldo contrabbandando 250.000.00$ in sigarette in Messico per il potente gangster Spider. Comunque, il loro camion va a fuoco e perdono il loro carico. Frank diventa disperato a procurarsi l'importo, e si nasconde insieme a Eddie nella casa di sua madre. Quando Frank vede su un giornale la notizia che parla della morte di Crystal Harkness, la moglie del magnate Harkness, Eddie conferma che lei era una ex spogliarellista e venne sepolta con un prezioso gioiello. Frank costringe Eddie a riesumare il suo cadavere per rubare il gioiello, ma non riescono a trovarlo. Frank prende il cadavere di Crystal e lo nasconde nel suo nascondiglio e decide di chiedere un riscatto ad Harkness. Ma Frank si trova a dover risolvere la brutta situazione in cui si è cacciato, mentre Eddie comincia a instaurare uno strano rapporto col cadavere.